# Марія I (королева Португалії)
Марі́я I Благочестива, також Побо́жна (порт. a Piedosa, в Португалії) та Божеві́льна (порт. a Louca, в Бразилії) (порт. Maria I; 17 грудня 1734 — 20 березня 1816) — королева Португалії (1777—1816). Перша жінка, що суверенно правила країною. Представниця Браганського дому. Старша з чотирьох дочок Жозе I та Маріанни Вікторії Іспанської.
У лютому 1777 року після смерті батька проголошена королевою Португалії разом з чоловіком, королем-консортом Петром III. За правління Марії I Португалія дотримувалася нейтралітету у британсько-американській війні, що закінчилась утворенням США (від липня 1782 року) та здобула затоку Мапуту на східно-африканському узбережжі Індійського океану (поступка Австрії в 1781 році). Королева відзначалася побожністю, за деякими джерелами — релігійною манією та психічним розладом.
Після 1799 року і до самої смерті королеви фактичне управління країною здійснював регент, її син Жуан. За правління і на замовлення Марії Першої була побудована одна з найкращих церков Лісабона — базиліка да Ештрела.